# 구장산술

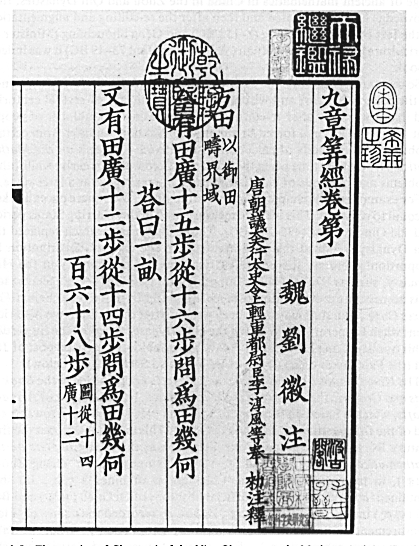
구장산술

구장산술(중국어 간체자: 九章算术, 정체자: 九章算術, 병음: Jiǔzhāng Suànshù 주장쏸수[*])은 고대 중국의 수학서로, 산수서 다음으로 오래된 수학서이다. 저자는 알려져 있지 않으며, 소재가 다양하고 내용의 수학 수준이 높아 당나라 이전의 가장 훌륭한 수학서가 되었다.

## 역사
조위의 수학자 유휘가 263년에 주석을 써서 정본(定本)이 되었는데, 서문에 따르면 전한의 장창·경수창이 진나라 때의 유문을 모아서 구장산술의 편집에 관여했다고 한다. 당나라 때에는 이순풍(李淳風)의 주석이 더하여져, 관리의 교과서로 쓰인 산경십서 중의 하나로 채택되었다.
이후에 이 책의 체계를 본뜬 수학서가 나타났는데, 그 내용은 평면도형의 넓이와 입체도형의 부피 계산, 연립 일차 방정식 · 이차 방정식의 풀이가 포함되었다. 계산기로서 산목(算木)이 쓰였으며, 계산에는 정수(正數)와 부수(負數)라는 이름으로 양수와 음수까지 다루었다. 그리고, 단위분수·가정법 등 서양 수학과의 관계를 연상하게 하는 내용이 수록되었다. 같은 시대의 그리스 수학과 견주어, 산수와 대수의 분야에서 뒤지지 않는다고 평가되기도 한다.

## 내용
구장산술은 제목과 같이 9개의 장(章)으로 구성되어 있다. 각 장은 일련의 문제들로 구성된다. 장들과 각 장에 수록된 문제의 수는 다음과 같다.
| 순서 | 제목           | 문제 수 | 제목 뜻          | 내용                              |
| ---- | -------------- | ------- | ---------------- | --------------------------------- |
| 1    | 방전(方田)     | 38      | 네모꼴의 밭      | 다양한 평면도형의 넓이            |
| 2    | 속미(粟米)     | 46      | 조와 쌀          | 단순한 비례 배분 문제             |
| 3    | 쇠분(衰分)     | 20      | 비율에 따른 분배 | 속미 장보다 복잡한 비례 배분 문제 |
| 4    | 소광(少廣)     | 24      | 적은 너비        | 제곱근과 세제곱근                 |
| 5    | 상공(商功)     | 28      | 상업에서의 공력  | 다양한 입체도형의 부피            |
| 6    | 균수(均輸)     | 28      | 균등한 조세      | 여러 가지 비례 문제               |
| 7    | 영부족(盈不足) | 20      | 넘침과 부족함    | 일차 방정식의 해                  |
| 8    | 방정(方程)     | 18      | 연립 일차 방정식 | 연립 일차 방정식의 해             |
| 9    | 구고(勾股)     | 24      | 직각삼각형       | 피타고라스의 정리                 |

## 같이 보기
- 수학사
- 기하학사

## 참고 문헌
- 정해남 (2011년 8월). “〈구장산술九章算術〉과 남병길의 〈구장술해九章術解〉의 교육적 활용 방안” (PDF). 《韓國數學敎育學會誌 시리즈 C 初等數學敎育》 14 (2): 103–116.
- 《九章算術 周髀算經: 東洋數學의 古典》. 차종천 역. (주) 범양사출판부. 2000. ISBN 978-89-7167142-9.
- 이 문서에는 다음커뮤니케이션(현 카카오)에서 GFDL 또는 CC-SA 라이선스로 배포한 글로벌 세계대백과사전의 내용을 기초로 작성된 글이 포함되어 있습니다.